# Веселовський Михайло Васильович
Михайло Васильович Веселовський (нар. 13 липня 1958, Ужгород, УРСР) — радянський і російський футбольний арбітр.

## Життєпис
Веселовський — колишній співробітник ФСБ, мав звання підполковника (на 2005 рік). У суддівство прийшов випадково. У 1983 році на стадіоні біля військової частини в Царицині солдати грали в футбол. Веселовський, як старший за званням, взявся бути арбітром. Після цього на стадіоні проходив матч районної першості, судити який повинен був Іван Тарасович Меркулов. Він і запропонував Веселовскому попрацювати арбітром на вищому рівні.
З кінця 1980-их Веселовський почав працювати асистентом на матчах дорослих команд. Як головний арбітр дебютував 6 жовтня 1990 року в матчі другої нижчої ліги «Ока» Коломна - «Сатурн» (1:1). Після розпаду СРСР продовжив судити матчі нижчих ліг Росії, працюючи як головним арбітром, так і його асистентом.
З 1994 року працював асистентом на матчах вищої ліги. Дебютував на найвищому рівні як головний арбітра 4 серпня 2001 року в матчі 20-го туру «Факел» Воронеж - «Сокіл» Саратов (0:1), в якому показав три попередження. У 2002 році був резервним арбітром в золотому матчі між ЦСКА й «Локомотивом» (0:1). Матчі вищої ліги продовжував судити до 2006 року, провів 57 матчів як головний арбітр і 67 — як лайнсмена.
Також як боковий арбітр провів декілька матчів на ранніх стадіях єврокубків і відпрацював дві гри в рамках кваліфікаційного турніру чемпіонату Європи 2000 (Люксембург - Польща і Ліхтенштейн - Румунія).
Завершив кар'єру 2006 року у віці 48 років.

## Особисте життя
Дружина — майор ФСБ. Син — Олег (нар. 1981), закінчив академію ФСБ, мав звання старшого лейтенанта (на 2005 рік). Як і батько став футбольним арбітром, але працював виключно як лайнсмен.

## Факти
- У роті, якою командував прапорщик Веселовський, служив нападник Дмитро Сілін, відомий за виступами за «Балтику» й інші клуби[1].
- В одному з матчів другого дивізіону, після призначеного Веселовським пенальті в ворота гостей, на нього налетіли кілька гравців, один з яких замахнувся на арбітра кулаком. Веселовський зробив підсічку і повалив гравця на газон, після чого інцидент був вичерпаний[1][4].

|  | — А все сталося настільки швидко й до того ж у гущі гравців, що ні він, ні глядачі нічого не побачили. Інспектор мене потім запитав: «Мишко, я не зрозумів, що ти йому зробив?» «Та так, — знизав я плечима, — прийомчик один показав». |

- 16 квітня 2006 року в матчі 5-го туру «Шинник» — «Амкар» Веселовський скасував 3 голи господарів. Поєдинок завершився з рахунком 0:0.